# Bruno Wolfer
Bruno Wolfer (Elgg, 10 settembre 1954) è un ex ciclista su strada svizzero, professionista dal 1976 al 1983.

## Carriera
In carriera Bruno Wolfer colse 6 vittorie, fra cui la vittoria di tappa al Giro d'Italia 1979, e alcuni rilevanti piazzamenti, come due secondi posti nella prova in linea dei campionati nazionali (1979 e 1982), secondo al Giro del Piemonte 1981 e terzo alla Coppa Agostoni 1980.
È padre di Andrea Wolfer, anch'essa ciclista professionista.

## Palmarès
- 1976 (Zonca, una vittoria)

Classifica generale Grand Prix Tell
- 1977 (Zonca, due vittorie)

9ª tappa Tour de Suisse (Flums > Illnau-Effretikon)
Tour du Lac Léman
- 1978 (Zonca, una vittoria)

Prologo Tour de Romandie (Ginevra, cronometro)
- 1979 (Zonca, una vittoria)

6ª tappa Giro d'Italia (Vieste > Chieti)
- 1981 (Bianchi-Piaggio, una vittoria)

Nizza-Alassio

## Piazzamenti

### Grandi Giri
- Giro d'Italia

1978: 25º
1979: 12º
1981: 49º
1982: ritirato
1983: 73º

### Classiche monumento
- Milano-Sanremo

1977: 90º
1978: 117º
1979: 26º
1980: 95º
- Liegi-Bastogne-Liegi

1982: 38º
- Giro di Lombardia

1977: 18º
1978: 26º
1979: 18º

### Competizioni mondiali
- Campionati del mondo

Yvoir 1975 - In linea Dilettanti: 15º
Ostuni 1976 - In linea: 16º
San Cristóbal 1977 - In linea: ritirato
Nürburgring 1978 - In linea: ritirato
Valkenburg 1979 - In linea: 27º
Sallanches 1980 - In linea: 14º
Praga 1981 - In linea: 9º
Goodwood 1982 - In linea: ritirato